# Colletes pseudocinerascens
Colletes pseudocinerascens là một loài Hymenoptera trong họ Colletidae. Loài này được Noskiewicz mô tả khoa học năm 1936.